# Era spațială

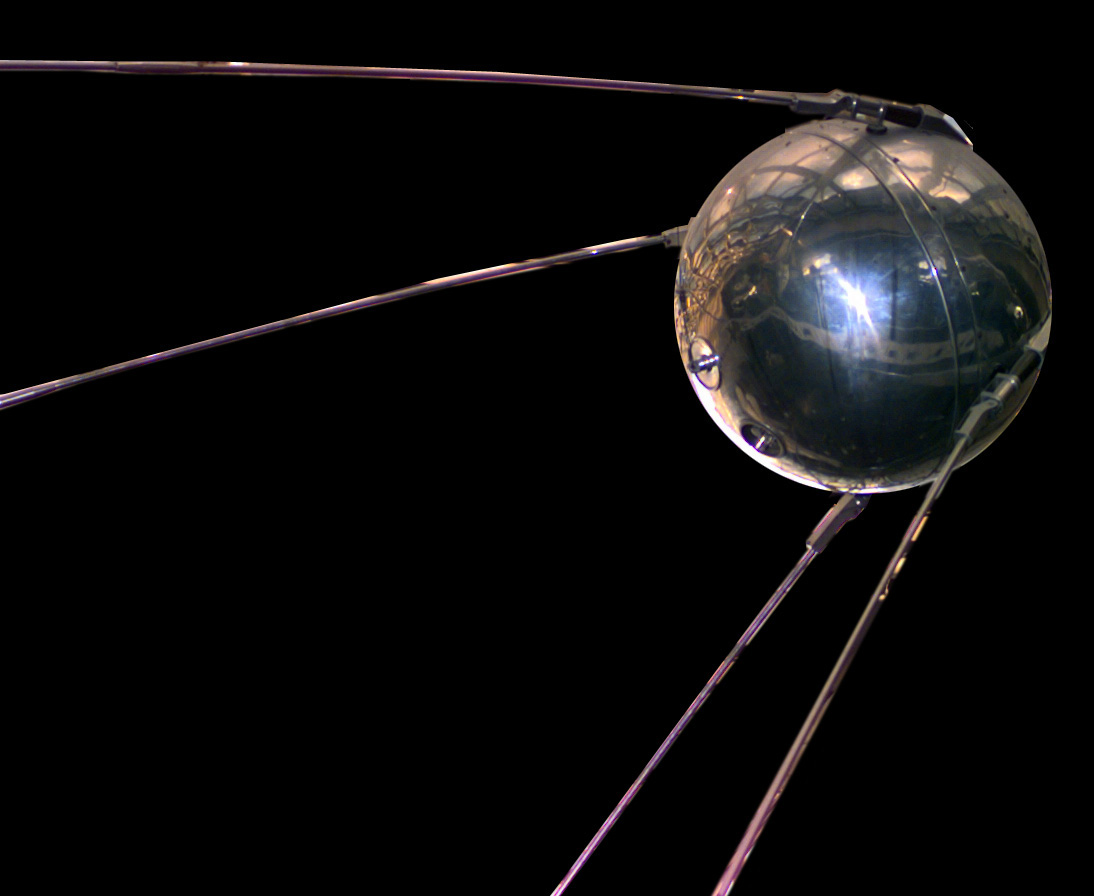
Lansarea lui Sputnik 1 a marcat începerea erei spațiale

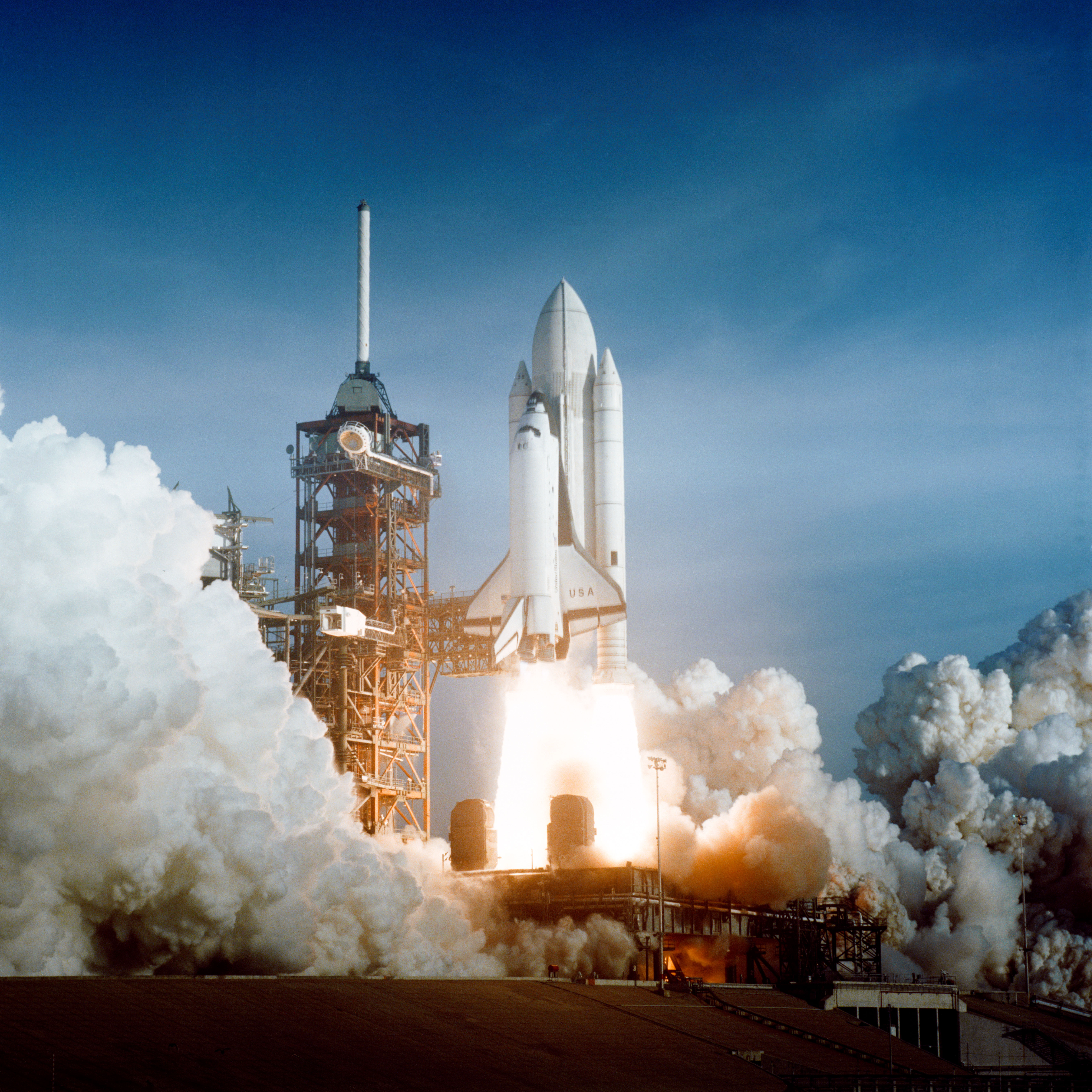
Space Shuttle duce o misiune cu echipaj uman în spațiu.

Era spațială este o perioadă de timp care cuprinde activitățile legate de cursa spațială, explorarea spațiului, tehnologia spațială precum și de evoluțiile culturale influențate de aceste evenimente. Se consideră, în general, că era spațială a început cu Sputnik (1957). Mai mult, se susține că această eră a adus o nouă dimensiune a Războiului Rece.

## Cronologie
| Data                 | Primul/prima ...                                                            | Misiune                                    | Oameni                            | Țara              |
| -------------------- | --------------------------------------------------------------------------- | ------------------------------------------ | --------------------------------- | ----------------- |
| 4 octombrie 1957     | satelit artificial                                                          | Sputnik 1                                  | -                                 | Uniunea Sovietică |
| 2 ianuarie 1959      | înconjur al Lunii și prima navă care a realizat o orbită heliocentrică      | Luna 1                                     | -                                 | Uniunea Sovietică |
| 12 septembrie 1959   | impact cu suprafața lunară; este primul obiect uman care atinge o altă lume | Luna 2                                     | -                                 | Uniunea Sovietică |
| 7 octombrie 1959     | imagine a părții întunecate a Lunii                                         | Luna 3                                     | -                                 | Uniunea Sovietică |
| 12 aprilie 1961      | om în spațiu                                                                | Vostok 1                                   | Iuri Gagarin                      | Uniunea Sovietică |
| 18 martie 1965       | ieșire în spațiu                                                            | Voskhod 2                                  | Alexei Leonov                     | Uniunea Sovietică |
| 15 decembrie 1965    | întâlnire în spațiu                                                         | Gemini 6A și Gemini 7                      | Schirra, Stafford, Borman, Lovell | Statele Unite     |
| 3 aprilie 1966       | satelit artificial al unui alt corp ceresc                                  | Luna 10                                    | -                                 | Uniunea Sovietică |
| 21–27 decembrie 1968 | oameni care ies din influența Pământului, orbitând în jurul Lunii           | Apollo 8                                   | Borman, Lovell, Anders            | Statele Unite     |
| 20 iulie 1969        | om care merge pe Lună                                                       | Apollo 11                                  | Neil Armstrong                    | Statele Unite     |
| 19 aprilie 1971      | stație spațială                                                             | Salyut 1                                   | -                                 | Uniunea Sovietică |
| 20 iulie 1976        | imagine de la suprafaţa planetei Marte                                      | Viking 1                                   | -                                 | Statele Unite     |
| 12 aprilie 1981      | navă spațială refolosibilă                                                  | Space Shuttle                              | Young, Crippen                    | United States     |
| 19 februarie 1986    | stație spațială de lungă durată                                             | Mir                                        | -                                 | Uniunea Sovietică |
| 2 noiembrie 2000     | echipaj rezident                                                            | Expedition 1 (International Space Station) | -                                 | Internațional     |